# Mercedes-Benz Classe E (Type 210)
La Mercedes-Benz W210 est une voiture milieu de gamme apparue en 1995 pour succéder à la Mercedes-Benz W124 datant de 1984. Il s'agit de la seconde génération de la Mercedes-Benz Classe E. Le modèle W210 marque la rupture de style avec les productions antérieures. L'apparition de lignes fluides et de phares en forme de demi sphère, lui confère un souffle de modernité, bien qu'ils puissent rappeler les phares ronds des modèles des années 1950-1960. 
La production de ce modèle fut scindée en deux séries distinctes :
- Phase I de 1995 à 1999
- Phase II de 1999 à 2002

Le modèle W210 fut disponible avec différents niveaux de finition : Classic, Elegance, Avant-garde.
Ce modèle fut décliné à partir de juin 1996 en version break dite "S210" et disponible en 7 places.
La Classe E servira d'inspiration pour le coupé et le cabriolet de la Classe C (CLK W208). 
Après les quelque 1 650 000 exemplaires produits elle sera remplacée en 2002 par la Mercedes-Benz W211.

## Histoire

### Design
La conception de la Mercedes-Benz Classe E W210 date de 1988 (après 3 ans d'existence de la W124). Elle fut dessinée par Steve Mattin sous la direction du designer Bruno Sacco.  

### Phase I
La première série sera produite de 1995 à 1999 avec huit motorisations différentes : cinq versions essences et 3 versions Diesel.
En plus d'un nouveau design, le modèle W210 permet l'apparition de nombreux équipements de série ou en option (pour la plupart des assistances électroniques).   
| Nouveaux équipements W210 | Nouveaux équipements W210                                                       | Nouveaux équipements W210                         | Nouveaux équipements W210                                                                  | Nouveaux équipements W210                                                                   |
| ------------------------- | ------------------------------------------------------------------------------- | ------------------------------------------------- | ------------------------------------------------------------------------------------------ | ------------------------------------------------------------------------------------------- |
| Sécurité                  | ABS (anti-blocage des roues)                                                    | Antipatinage (limitation de la perte d'adhérence) | ETS (système de régulation de la motricité)                                                | Airbags conducteur, frontaux et latéraux                                                    |
| Intérieur                 | Vitres avant et arrière électriques                                             | Réglage et fermeture des rétroviseurs électriques | Capteur de température, dont l'affichage est visible au niveau du tableau de bord          | Feu de stop auxiliaire                                                                      |
| Extérieur                 | Antenne radio implantée dans la carrosserie, au niveau de l'aile arrière gauche | Fermeture centralisée avec clé Elcode             | Détecteur de pluie permettant de réguler la vitesse du cycle de balayage des essuie-glaces | Aide au stationnement Parktronic (capteurs à ultra-sons mesurant la distance des obstacles) |

La clé de contact Elcode est une clé à commande infrarouge comprenant le système antivol, le verrouillage centralisé des portes à distance et qui par la suite comprendra aussi l'ouverture automatique du coffre. Cette clé comporte également la possibilité de commander la fermeture et l'ouverture des fenêtres ainsi que du toit ouvrant.  
La Mercedes Classe E se voit dotée d'équipements issus de la Classe S tels que le système d'aide au stationnement à ultra-sons Parktronic, ainsi que le détecteur de pluie.  
L'essuie-glace, doté d'un seul balai, permet de balayer 93 % du pare-brise.  
La batterie se situe sous la banquette arrière du côté droit.
La Classe E W210 est dotée d'un système avec une pompe de dépression d'air (pompe à vide) qui permet la fermeture centralisée (porte, coffre, trappe à carburant), l'ouverture du coffre automatique, l'abaissement des appuis tête arrière ou encore le réglage de la hauteur des feux en cas de surcharge de la voiture.
Les feux arrière sont dits "autonettoyants" grâce aux bandes qui, avec le passage de l'air, permettent d'éviter le dépôt de saleté.

### Phase II
Le restylage de 1999 permet à la Classe E W210 d'hériter de nouveaux phares (pouvant fonctionner avec la technologie du xénon) et de nouveaux feux arrière. Les rappels de clignotants sont désormais situés dans les rétroviseurs. La Classe E dispose aussi d'une nouvelle calandre et d'un pare-chocs affiné qui devient couleur carrosserie. 
Au niveau de l'équipement, elle est dotée d'un volant multifonction, d'un régulateur de vitesse ou encore d'une boîte de vitesses manuelle à 6 rapports.
La seconde série apparaît après le restylage de 1999. La gamme de motorisations comporte désormais 10 moteurs différents dont six versions essences et quatre Diesel.

### Version AMG

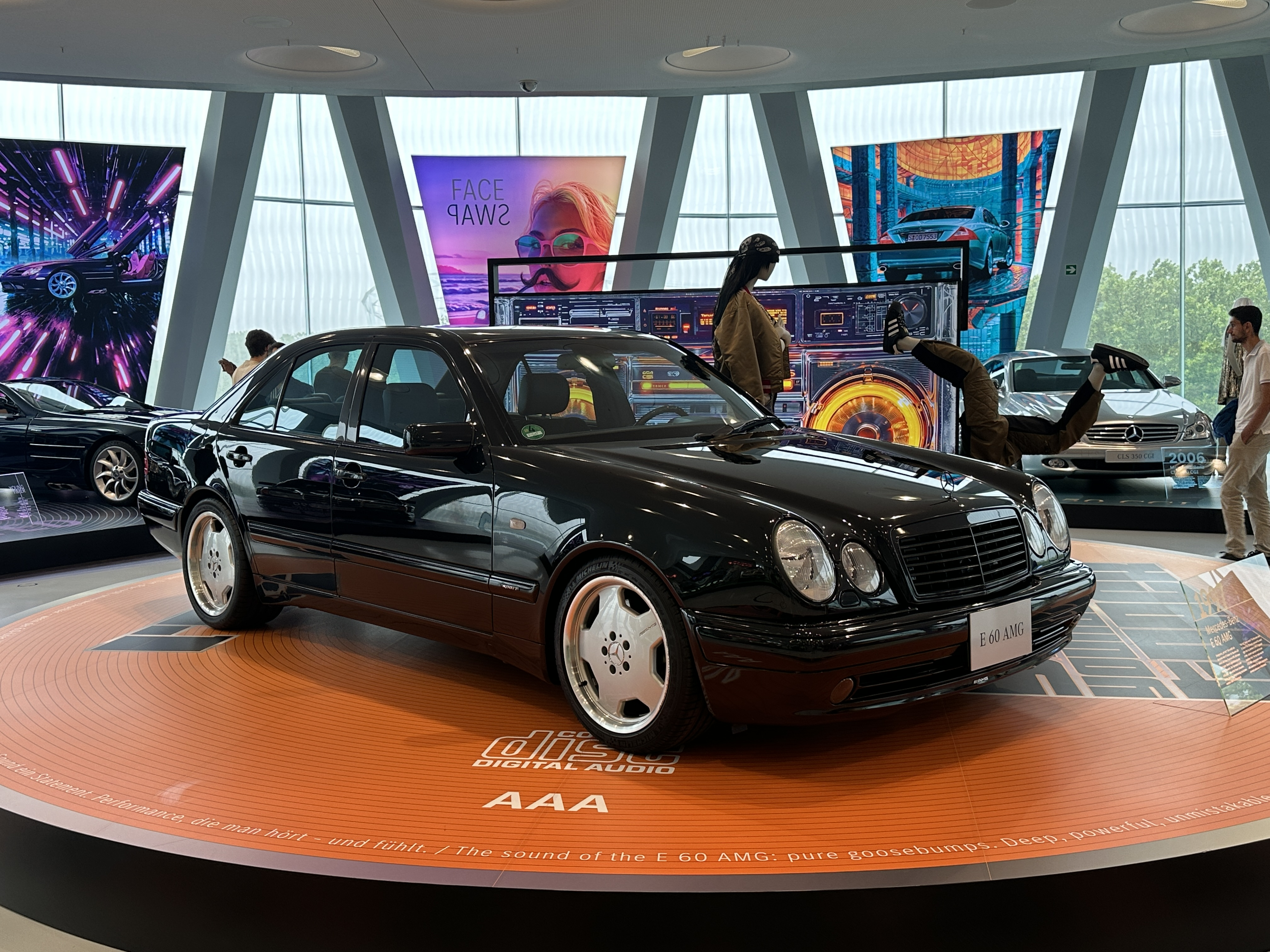
Mercedes-Benz E60 AMG exposée au musée Mercedes-Benz de Stuttgart.

La mythique Mercedes E500 se verra remplacée par le modèle E50 AMG doté d'un V8 de 5l développant 347 ch. Côté esthétique, la version AMG se différencie au niveau des antibrouillards, des bas de caisses ainsi que de la double sortie d'échappement. Concernant l'habitacle, les compteurs AMG sont pour certains, non plus noirs mais désormais blancs. L'intérieur est équipé d'une sellerie cuir bicolore.
Il existe également une version plus puissante pour le V8 M119, réalésé à 6,0 L et dont la puissance atteint 381 ch. Les voitures équipées de ce moteur sont désignées E60 et se déclinent en berlines et breaks. Une édition limitée de 6,3 L, également baptisée E60 AMG, est produite en 1996, générant 405 ch et 616 Nm de couple.
La E50 AMG est remplacée en 1997 par la E55 AMG, qui s'équipe du nouveau M113 de 5,4L développant 354 ch.

### Finitions
La Mercedes-Benz Classe E W210 dispose de trois niveaux de finition :
- Classic : finition d'entrée de gamme avec un intérieur sobre en tissu, boiserie en platane et jantes en tôle avec enjoliveurs (jantes en alu disponible en option) ;

- Elegance : finition de milieu de gamme suréquipée avec un intérieur en tissu plus raffiné ou en cuir (disponible en option), boiserie en ronce de noyer, au niveau de l'aspect extérieur elle dispose de nombreuses finitions chromées (poignées de porte, pare-chocs, portes et vitres...) et dispose de jantes en alu ;

- Avantgarde : version haut de gamme avec une boiserie en érable noir, châssis rabaissé, un pare-chocs plus "enveloppant" et des jantes spécifiques en alu.

### Variante Carrosserie
La classe E est une berline qui fut déclinée en break, en modèle coupé/ cabriolet pour la CLK. Mais elle fut également modifiée en version rallongée limousine ("v210"). Mais encore pour différents corps de métier, tels que la déclinaison en taxi, en ambulance, en corbillard, en véhicule diplomatique, mais également en véhicule d'intervention policière (Polizei en Allemagne, Policia en Slovaquie, en Russie…)

### Dénomination
Pour distinguer les différentes motorisations, Mercedes a placé après la lettre "E", les numéros concernant la puissance en cm3 (par exemple, E300 par rapport aux 2996 cc) de la motorisation. En ce qui concerne les versions avec moteur diesel, la lettre "D" désigne les versions "turbodiesel" et "CDI" pour les versions de la phase 2.

## Motorisations

### Caractéristiques techniques de la série de 1995 à 1999
| Modèle                                                                                          | Nom de code | Période de production | Carburant / Alimentation | Type de moteur | Cylindrée (cm3) | Puissance / Couple Maxi                                      | Boîtes de vitesses | Transmission | Vmax (km/h) |
| ----------------------------------------------------------------------------------------------- | ----------- | --------------------- | ------------------------ | -------------- | --------------- | ------------------------------------------------------------ | --- | ------------ | ----------- |
| E 200 Diesel (Portugal)                                                                         | OM 604      | 1996 - 1998           | Diesel                   | L4             | 1 997           | 65 kW/88 ch à 5 000 tr/min et 135 N m à 2 000 tr/min         | Mécanique à 5 rapports automatique à 5 rapports                                                                                | Propulsion   | 177         |
| E 200 CDI                                                                                       | OM 611      | 1998 - 1999           | Turbo Diesel             | L4             | 2 151           | 75 kW/102 ch à 4 200 tr/min et 2 600                         | Mécanique à 5 rapports automatique à 5 rapports                                                                                | Propulsion   | 187         |
| E 220 Diesel                                                                                    | OM 604      | 1995 - 1998           | Diesel                   | L4             | 2 155           | 70 kW/95 ch à 5 000 tr/min et 150 N m à 2 800–4 600 tr/min   | Mécanique à 5 rapports automatique à 4 rapports (avant 1996) automatique à 5 rapports (après 1996)                             | Propulsion   | 180         |
| E 220 diesel (version taxi destiné au marché allemand et équipé pour fonctionner au Bio diesel) | OM 604      | 1995 - 1998           | Diesel                   | L4             | 2 155           | 55 kW/75 ch à 5 000 tr/min et 150 N m à 2 800–4 600 tr/min   | Mécanique à 5 rapports automatique à 4 rapports (avant 1996) automatique à 5 rapports (après 1996)                             | Propulsion   | 175         |
| E 220 CDI                                                                                       | OM 611      | 1998 - 1999           | Turbo Diesel             | L4             | 2 151           | 92 kW/125 ch à 4 200 tr/min et 300 N m à 1 800–2 600 tr/min  | Mécanique à 5 rapports | Propulsion   | 200         |
| E 250 Diesel (Portugal, Italie, Royaume-Uni, Hongrie, Europe méridionale)                       | OM 605      | 1995 - 1998           | Diesel                   | L5             | 2 497           | 83 kW/113 ch à 5 000 tr/min et 170 N m à 2 800–4 600 tr/min  | Mécanique à 5 rapports automatique à 4 rapports (avant 1996) automatique à 5 rapports (après 1996)                             | Propulsion   | 193         |
| E 250 Turbo diesel (Italie, Belgique, Hongrie, Europe méridionale)                              | OM 605      | 1997 - 1999           | Turbo Diesel             | L5             | 2 497           | 110 kW/150 ch à 5 000 tr/min et 280 N m à 1 800–3 600 tr/min | Mécanique à 5 rapports Automatique à 5 rapports                                                                                | Propulsion   | 206         |
| E 290 Turbodiesel                                                                               | OM 602      | 1996 - 1999           | Turbo Diesel             | L5             | 2 874           | 95 kW/129 ch à 4 000 tr/min et 300 N m à 1 800–2 400 tr/min  | Mécanique à 5 rapports Automatique à 5 rapports                                                                                | Propulsion   | 195         |
| E 300 Diesel                                                                                    | OM 606      | 1995 - 1997           | Diesel                   | L6             | 2 996           | 100 kW/136 ch à 5 000 tr/min et 210 N m à 2 200–4 600 tr/min | Mécanique à 5 rapports automatique à 4 rapports automatique à 5 rapports uniquement pour le marché nord-américain (après 1996) | Propulsion   | 205         |
| E 300 Turbodiesel                                                                               | OM 606      | 1997 - 1999           | Turbo Diesel             | L6             | 2 996           | 130 kW/177 ch à 4 400 tr/min et 330 N m à 1 600–3 600 tr/min | automatique à 5 rapports avec commande électronique                                                                            | Propulsion   | 220         |
| E 200                                                                                           | M 111       | 1995 - 1999           | Essence                  | L4             | 1 998           | 100 kW/136 ch à 5 500 tr/min et 190 N m à 3 700–4 500 tr/min | Mécanique à 5 rapports automatique à 4 rapports (avant 1996) automatique à 5 rapports (après 1996)                             | Propulsion   | 205         |
| E 200 KOMPRESSOR                                                                                | M 111       | 1997 - 1999           | Essence Compresseur      | L4             | 1 998           | 141 kW/163 ch à 5 300 tr/min et 270 N m à 2 500–4 800 tr/min | Mécanique à 5 rapports Automatique à 5 rapports                                                                                | Propulsion   | 231         |
| E 230                                                                                           | M 111       | 1995 - 1998           | Essence                  | L4             | 2 295           | 110 kW/150 ch à 5 400 tr/min et 220 N m à 3 700–4 500 tr/min | Mécanique à 5 rapports automatique à 4 rapports (avant 1996) automatique à 5 rapports (après 1996)                             | Propulsion   | 215         |
| E 240                                                                                           | M 112       | 1997 - 1999           | Essence                  | V6             | 2 398           | 125 kW/170 ch à 5 900 tr/min et 225 N m à 3 000–5 000 tr/min | Mécanique à 5 rapports Automatique à 5 rapports                                                                                | Propulsion   | 223         |
| E 280                                                                                           | M 104       | 1995 - 1997           | Essence                  | L6             | 2 799           | 142 kW/193 ch à 5 500 tr/min et 270 N m à 3 750 tr/min       | Mécanique à 5 rapports automatique à 4 rapports (avant 1996) automatique à 5 rapports (après 1996)                             | Propulsion   | 230         |
| E 280                                                                                           | M 112       | 1997 - 1999           | Essence                  | V6             | 2 799           | 150 kW/204 ch à 5 700 tr/min et 270 N m à 3 000–5 000 tr/min | Mécanique à 5 rapports Automatique à 5 rapports                                                                                | Propulsion   | 234         |
| E 280 4MATIC                                                                                    | M 112       | 1997 - 1999           | Essence                  | V6             | 2 799           | 150 kW/204 ch à 5 700 tr/min et 270 N m à 3 000–5 000 tr/min | automatique à 5 rapports avec commande électronique                                                                            | 4MATIC       | 223         |
| E 320                                                                                           | M 104       | 1995 – 1997           | Essence                  | L6             | 3 199           | 162 kW/220 ch à 5 500 tr/min et 315 N m à 3 850 tr/min       | automatique à 4 rapports (avant 1996) automatique à 5 rapports (après 1996                                                     | Propulsion   | 235         |
| E 320                                                                                           | M 112       | 1997 – 1999           | Essence                  | V6             | 3 199           | 165 kW/224 ch à 5 600 tr/min et 315 N m à 3 000–4 800 tr/min | automatique à 5 rapports avec commande électronique                                                                            | Propulsion   | 238         |
| E 320 4MATIC                                                                                    | M 112       | 1997 – 1999           | Essence                  | V6             | 3 199           | 165 kW/224 ch à 5 600 tr/min et 315 N m à 3 000–4 800 tr/min | automatique à 5 rapports avec commande électronique                                                                            | 4MATIC       | 234         |
| E 420                                                                                           | M 119       | 1996 - 1998           | Essence                  | V8             | 4 196           | 205 kW/279 ch à 5 700 tr/min et 400 N m à 3 900 tr/min       | automatique à 5 rapports avec commande électronique                                                                            | Propulsion   | 250         |
| E 430                                                                                           | M 113       | 1997 – 1999           | Essence                  | V8             | 4 266           | 205 kW/279 ch à 5 750 tr/min et 400 N m à 3 000–4 400 tr/min | automatique à 5 rapports avec commande électronique                                                                            | Propulsion   | 250         |
| E 50 AMG                                                                                        | M 119       | 1996 – 1997           | Essence                  | V8             | 4 973           | 255 kW/347 ch à 5 750 tr/min et 400 N m à 3 900 tr/min       | automatique à 5 rapports avec commande électronique                                                                            | Propulsion   | 250         |
| E 55 AMG                                                                                        | M 113       | 1997 – 1999           | Essence                  | V8             | 5 439           | 260 kW/354 ch à 5 500 tr/min et 530 N m à 3 000 tr/min       | automatique à 5 rapports avec commande électronique                                                                            | Propulsion   | 250         |
| E 60 AMG                                                                                        | M119        | 1996 – 1998           | Essence                  | V8             | 5 956           | 280 kW/381 ch à 5 750 tr/min et 580 N m à 3 750 tr/min       | automatique à 5 rapports avec commande électronique                                                                            | Propulsion   | 250         |
| E 60 AMG 6.3                                                                                    | M119        | 1996 – 1998           | Essence                  | V8             | 6 298           | 298 kW/405 ch à 5 500 tr/min et 616 N m à 3 600 tr/min       | automatique à 5 rapports avec commande électronique                                                                            | Propulsion   | 250         |

### Caractéristiques techniques de la série de 1999 à 2002
| Modèle           | Nom de code | Période de production | Alimentation        | Type de moteur | Cylindrée | Puissance                                                                                                  | Couple maxi                  | Boîte de vitesses                                                          | Transmission | Vmax |
| ---------------- | ----------- | --------------------- | ------------------- | -------------- | --------- | --- | ---------------------------- | -------------------------------------------------------------------------- | ------------ | ---- |
| E 200 CDI        | OM 611      | 1999 - 2002           | Turbo Diesel        | L4             | 2 151     | 85 kW/115 ch à 4 200 tr/min (existe en Version Taxi en Allemagne avec une puissance abaissé à 102 chevaux) | 250 N m à 1 500–2 600 tr/min | Mécanique à 6 rapports Automatique à 5 rapports avec commande électronique | Propulsion   | 199  |
| E 220 CDI        | OM 611      | 1999 - 2002           | Turbo Diesel        | L4             | 2 151     | 105 kW/143 ch à 4 200 tr/min (136 chevaux en Belgique)                                                     | 315 N m à 1 800–2 600 tr/min | Mécanique à 6 rapports Automatique à 5 rapports avec commande électronique | Propulsion   | 213  |
| E 270 CDI        | OM 612      | 1999 - 2002           | Turbo Diesel        | L5             | 2 685     | 125 kW/170 ch à 4 200 tr/min                                                                               | 370 N m à 1 600–2 800 tr/min | Mécanique à 6 rapports avec commande électronique                          | Propulsion   | 225  |
| E 320 CDI        | OM 613      | 1999 - 2002           | Turbo Diesel        | L6             | 3 222     | 145 kW/197 ch à 4 200 tr/min                                                                               | 470 N m à 1 800–2 600 tr/min | automatique à 5 rapports avec commande électronique                        | Propulsion   | 230  |
| E 200            | M 111       | 1999 - 2000           | Essence             | L4             | 1 998     | 100 kW/136 ch à 5 500 tr/min                                                                               | 190 N m à 3 700–4 500 tr/min | Mécanique à 6 rapports Automatique à 5 rapports avec commande électronique | Propulsion   | 209  |
| E 200 KOMPRESSOR | M 111       | 1999 - 2000           | Essence Compresseur | L4             | 1 998     | 141 kW/192 ch à 5 300 tr/min                                                                               | 270 N m à 2 500–4 800 tr/min | Mécanique à 6 rapports Automatique à 5 rapports avec commande électronique | Propulsion   | 232  |
| E 200 KOMPRESSOR | M 111       | 2000 - 2002           | Essence Compresseur | L4             | 1 998     | 120 kW/163 ch à 5 300 tr/min                                                                               | 230 N m à 2 500–4 800 tr/min | Mécanique à 6 rapports Automatique à 5 rapports avec commande électronique | Propulsion   | 222  |
| E 240            | M 112       | 1999 - 2000           | Essence             | V6             | 2 398     | 125 kW/170 ch à 5 900 tr/min (163 chevaux en Belgique)                                                     | 225 N m à 3 000–5 000 tr/min | Mécanique à 6 rapports Automatique à 5 rapports avec commande électronique | Propulsion   | 224  |
| E 240            | M 112       | 2000 - 2002           | Essence             | V6             | 2 597     | 125 kW/170 ch à 5 500 tr/min (163 chevaux en Belgique)                                                     | 240 N m à 4 500 tr/min       | Mécanique à 6 rapports Automatique à 5 rapports avec commande électronique | Propulsion   | 229  |
| E 280            | M 112       | 1999 - 2002           | Essence             | V6             | 2 799     | 150 kW/204 ch à 5 700 tr/min                                                                               | 270 N m à 3 000–5 000 tr/min | Mécanique à 6 rapports Automatique à 5 rapports avec commande électronique | Propulsion   | 230  |
| E 280 4MATIC     | M 112       | 1997 - 1999           | Essence             | V6             | 2 799     | 150 kW/204 ch à 5 700 tr/min                                                                               | 270 N m à 3 000–5 000 tr/min | automatique à 5 rapports avec commande électronique                        | 4MATIC       | 223  |
| E 320            | M 112       | 1999 - 2002           | Essence             | V6             | 3 199     | 165 kW/224 ch à 5 600 tr/min                                                                               | 315 N m à 3 000–4 800 tr/min | automatique à 5 rapports avec commande électronique                        | Propulsion   | 238  |
| E 320 4MATIC     | M 112       | 1997 - 1999           | Essence             | V6             | 3 199     | 165 kW/224 ch à 5 600 tr/min                                                                               | 315 N m à 3 000–4 800 tr/min | automatique à 5 rapports avec commande électronique                        | 4MATIC       | 234  |
| E 430            | M 113       | 1997 - 1999           | Essence             | V8             | 4 266     | 205 kW/279 ch à 5 750 tr/min                                                                               | 400 N m à 3 000–4 400 tr/min | automatique à 5 rapports avec commande électronique                        | Propulsion   | 250  |
| E 430 4MATIC     | M 113       | 1999 - 2002           | Essence             | V8             | 4 266     | 205 kW/279 ch à 5 750 tr/min                                                                               | 400 N m à 3 000–4 400 tr/min | automatique à 5 rapports avec commande électronique                        | 4MATIC       | 250  |
| E 55 AMG         | M 113       | 1999 - 2002           | Essence             | V8             | 5 439     | 260 kW/354 ch à 5 500 tr/min                                                                               | 530 N m à 3 000 tr/min       | automatique à 5 rapports avec commande électronique                        | Propulsion   | 250  |
| E 55 AMG- 4MATIC | M 113       | 1999 - 2002           | Essence             | V8             | 5 439     | 260 kW/354 ch à 5 500 tr/min                                                                               | 530 N m à 3 000 tr/min       | automatique à 5 rapports avec commande électronique                        | 4MATIC       | 250  |